# Parque Harriague
El Parque Harriague es un paseo popular en Salto, Uruguay. Está vinculado al nombre Catalina Harriague.
Está ubicado sobre Avenida Juan Harriague, desde calle Treinta y Tres hasta calle Misiones. El ingreso principal queda por calle Rincón. Por la parte posterior alcanza calle Juan H. Paiva. 
Es una característica de este espacio su belleza natural que fue respetada por los encargados de ambientarlo.

## Historia
El terreno fue donado en memoria de Don Juan Harriague por sus hijas Doña Catalina Harriague de Castaños, Juana Harriague de Brignole, Pascualina Harriague de Sant 'Ana y Octavia Harriague de Dondo.
Al momento de efectuarse la donación el Intendente Municipal era el arquitecto Armando Barbieri, quien convirtió el predio en un parque con teatro al aire libre. 
El terreno fue donado el 12 de diciembre de 1951
En este parque funcionó durante un tiempo el zoológico municipal con alrededor de 150 especies y 450 ejemplares.

## Servicios
Escenario
Por su escenario, llamado "Víctor R. Lima", han desfilado importantes artistas. Se han realizado espectáculos de música y canto popular muy variados. 
En una reforma realizada en 1976 se colocó la pantalla acústica al escenario.
Eventos
El parque ha sido sede de distintos eventos, como el Día del Trabajador de la Citricultura a partir del 2 de octubre de 2010. Este evento contó con la actuación del dúo de Germán y Darío, el dúo de Luis y Rosario, el Cuarteto del Litoral de José Luis Mora, grupo La Magia, Costa Sin Frontera, Daniela Repetto y Álvaro Caballero con el cierre de a Plena Samba.
Durante un período prolongado cada año se realizaba el Concurso Regional de Murgas de Salto en Carnaval.  